# Pleusymtes glaber
Pleusymtes glaber is een vlokreeftensoort uit de familie van de Pleustidae. De wetenschappelijke naam van de soort is voor het eerst geldig gepubliceerd in 1861 door Boeck.